# Gutland
Gutland (en francés: Bon Pays) es una región que abarca la parte meridional y central del Gran Ducado de Luxemburgo. Gutland se extiende por el 68% del territorio de Luxemburgo; al norte de Gutland queda el Oesling, que ocupa el 32% restante del Gran Ducado.
Gutland no es una región homogénea, e incluye cinco principales subregiones: el Valle de los Siete Castillos, la Pequeña Suiza, la meseta de Luxemburgo, el valle del Mosela y las Tierras Rojas. A pesar de su variedad, Gutland tiene ciertas características geográficas generales, tanto físicas como humanas, que la diferencian de Oesling.
A diferencia de la escasamente poblada Oesling, Gutland está relativamente urbanizada. Mientras que el Oesling tiene sólo una ciudad con una población mayor de 2.000 personas, Gutland tiene cuatro con una población superior a los 15.000. Sin embargo, las áreas urbanas de Gutland se concregan principalmente en los cantones de Esch-sur-Alzette y Luxemburgo, mientras que algunas otras partes están casi tan deshabitadas como el Oesling.
Gutland queda más abajo, y es más plana que el Oesling. Geológicamente, Gutland en predomina una gran formación de arenisca jurásico-triásica, parte del sistema lorenés; el Oesling es predominantemente esquisto y cuarzo devoniano. Ambos tienen bosques, pero los bosques del Oesling son más numerosos y espesos, un legado del ritmo lento de desarrollo humano en el Oesling. La mayor parte del Gutland es territorio fértilmente agrícola, de ahí el nombre.

## Galería

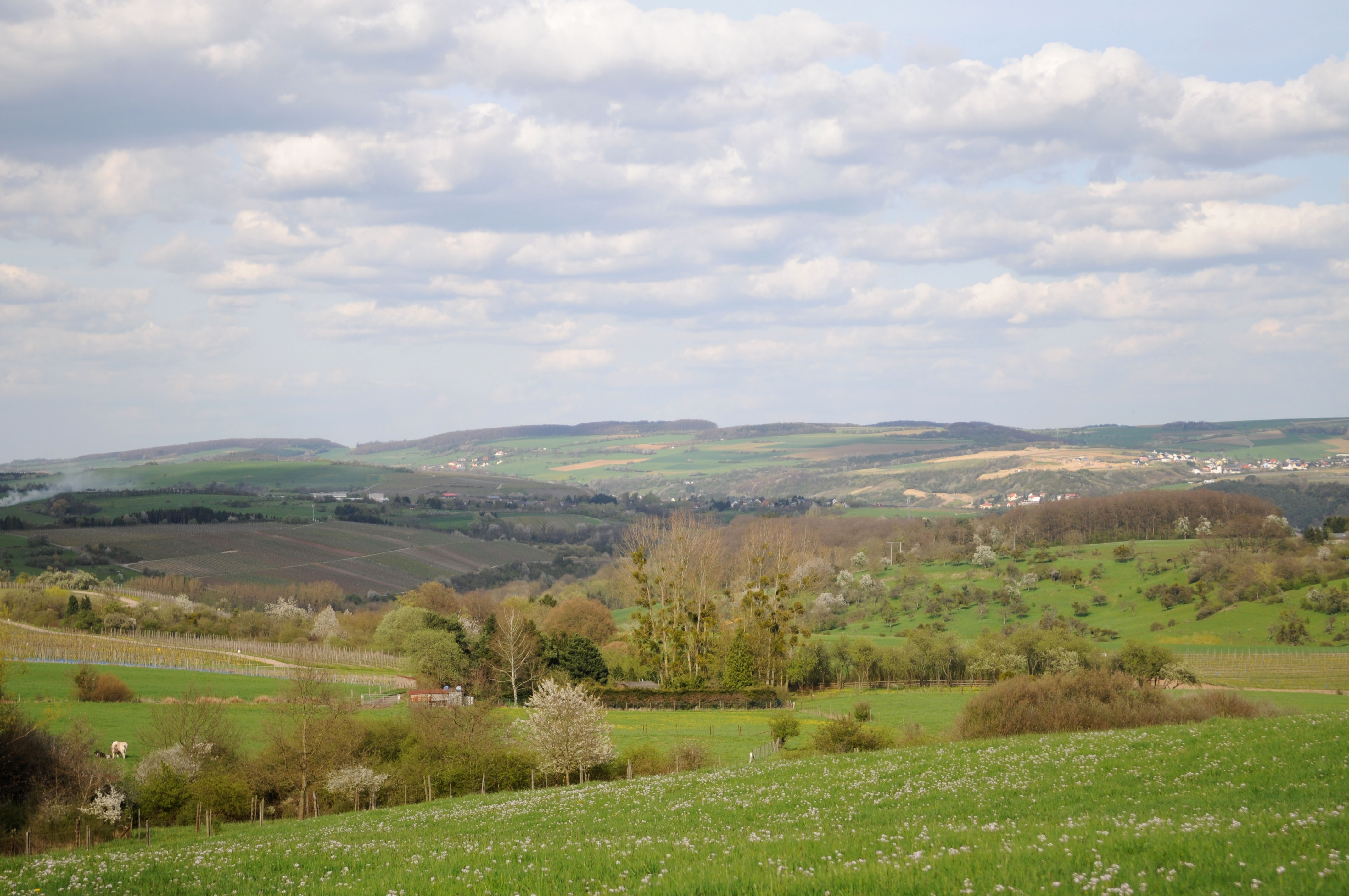
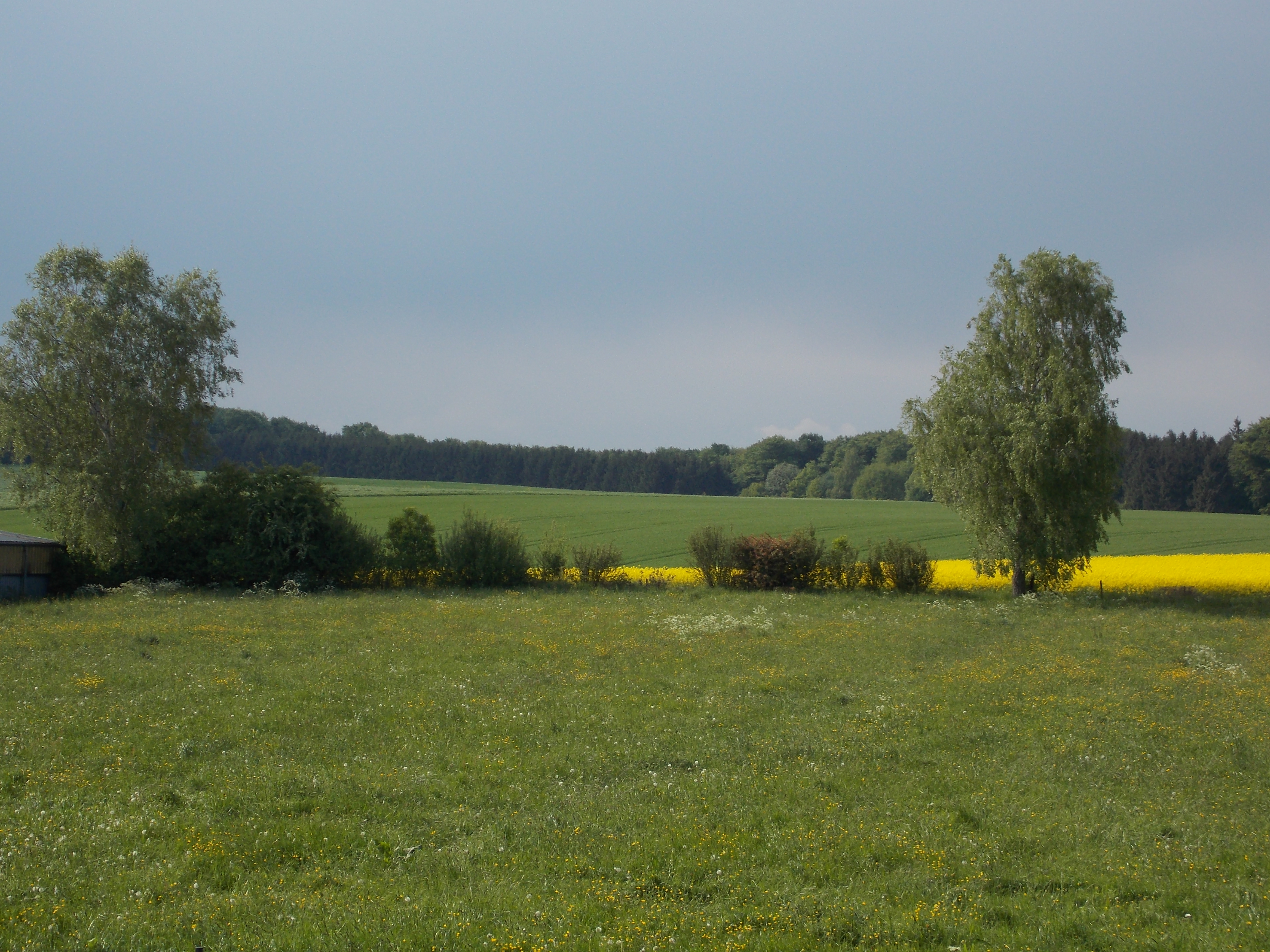
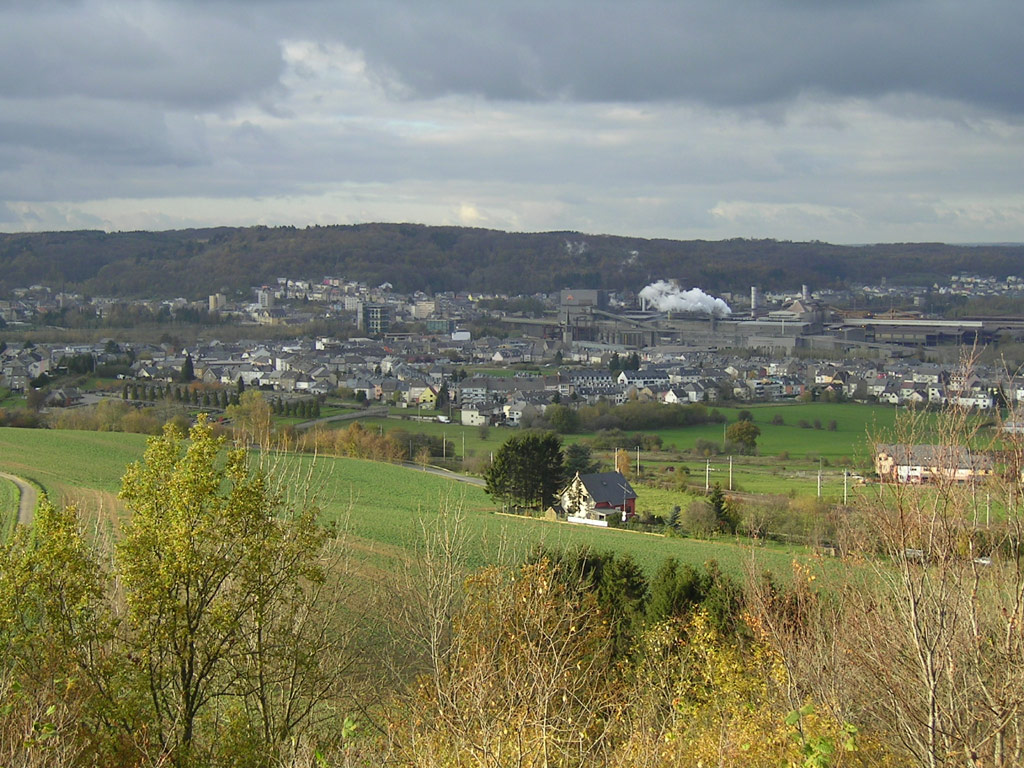
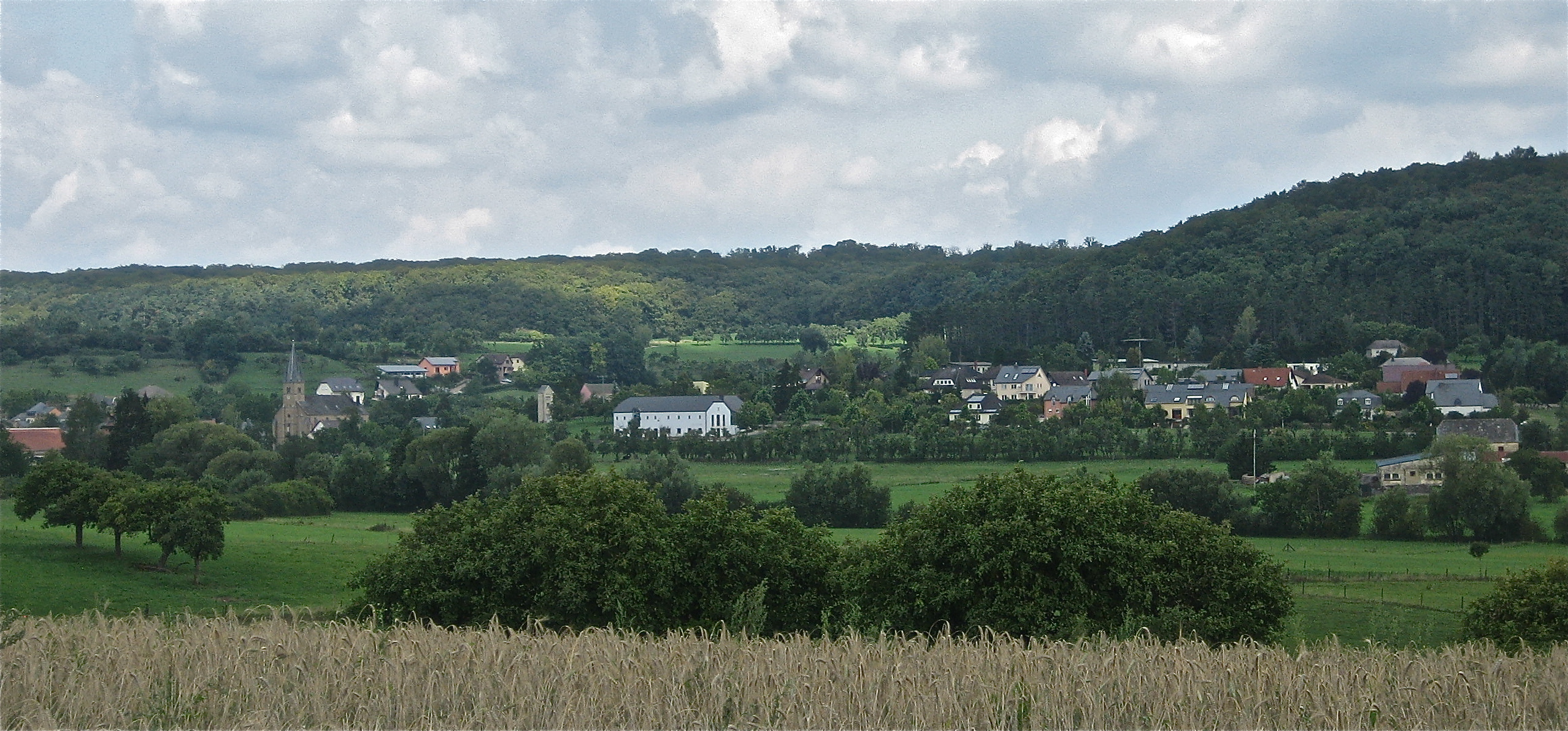
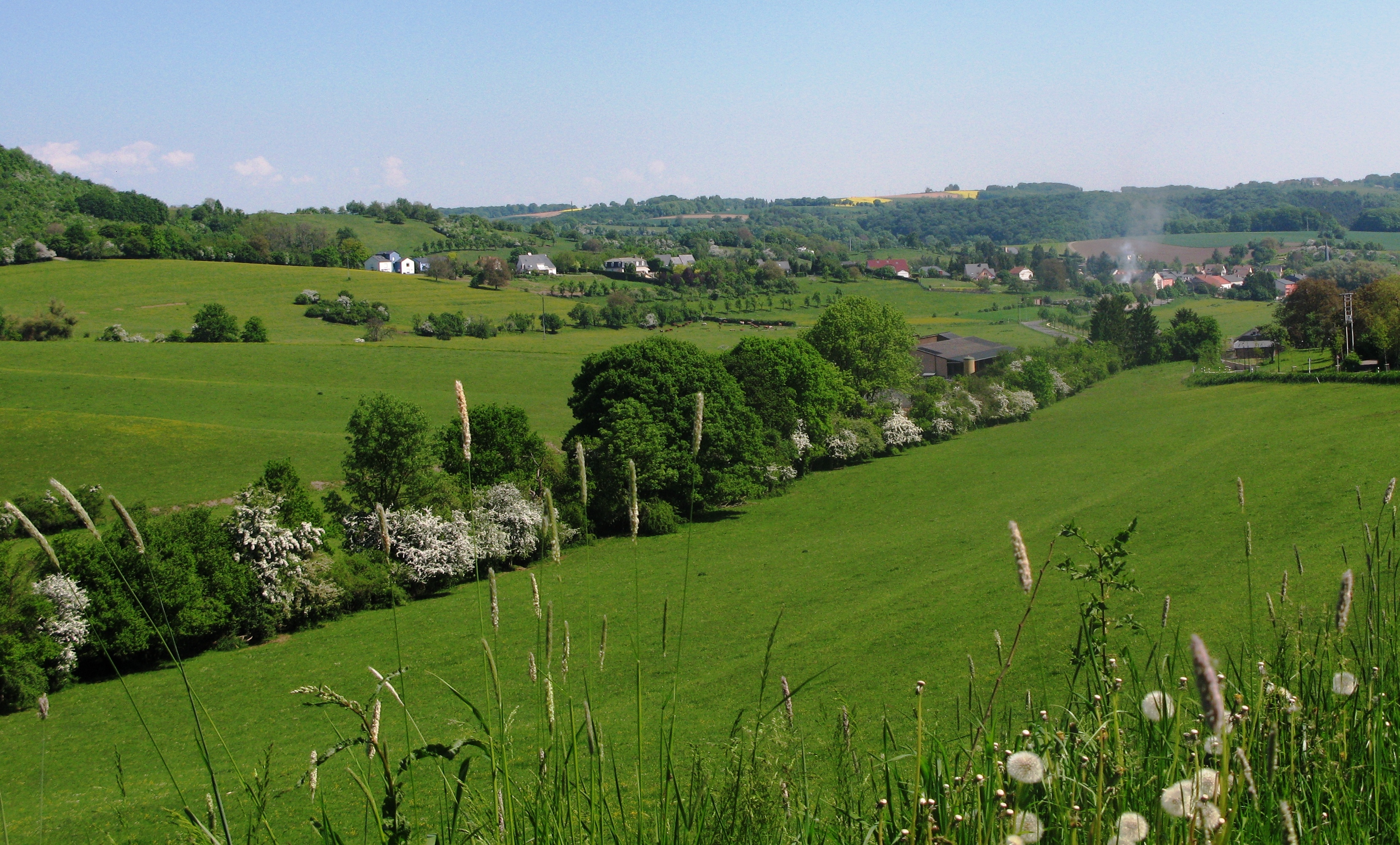
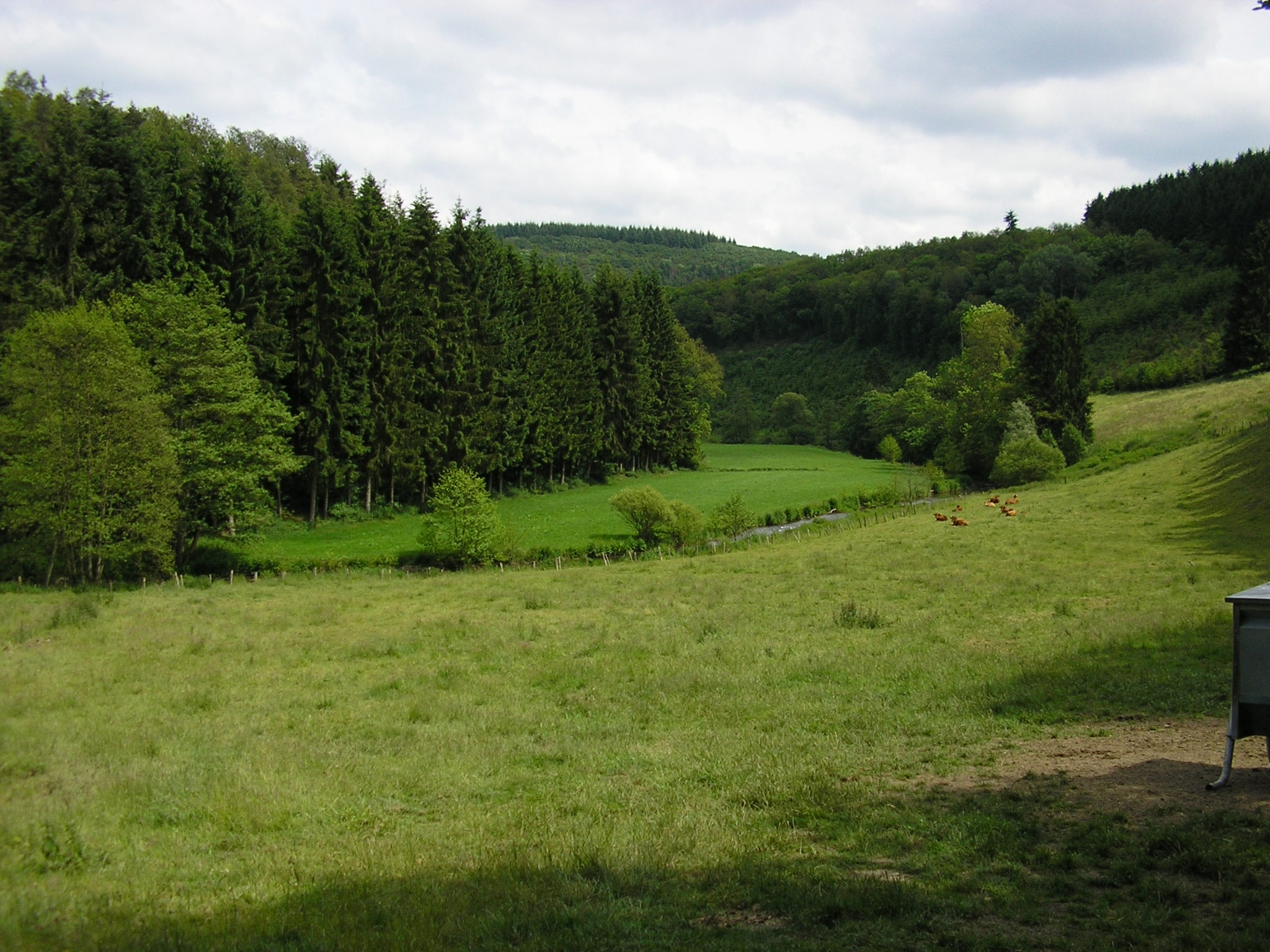

- Datos: Q705075
- Multimedia: Guttland / Q705075